# Gordon Farley
Gordon Farley   (Pembury, 11 de juny de 1945) és un històric pilot de trial anglès. Durant la dècada del 1960 i començament de la de 1970 va ser un dels màxims aspirants al títol de campió d'Europa, per bé que mai no el va aconseguir. Va assolir, però, el subcampionat europeu l'any 1970, així com 2 campionats britànics de trial (1970-1971), trencant així la ratxa d'onze títols estatals consecutius de Sammy Miller.
Pilot molt espectacular, Gordon Farley (a qui es reconeixia de seguida per la seva eterna gorra de quadres blancs i negres) va ser el primer a aguantar-se sobre la moto aturada amb el manillar recte, fent equilibri. Havia començat a practicar amb una Triumph Cub que es va comprar a 15 anys, abans de poder obtenir el carnet de conduir. Cap als 17, el 1962, va començar a dedicar-se seriosament al trial. El 1974, després de diverses temporades com a principal pilot de Montesa, va fitxar per Suzuki i es va desplaçar al Japó amb la missió de desenvolupar la nova motocicleta de trial d'aquesta marca, que veié la llum aquell mateix any amb la denominació RL 250 Exacta.
En una ocasió, Sammy Miller va dir a la premsa que Farley no guanyaria mai els Sis Dies d'Escòcia de Trial degut al seu temperament. Van ser unes declaracions que tingueren gran repercussió i finalment resultaren profètiques.

## Palmarès
| Any          | Motocicleta  | Campionat d'Europa | Campionat britànic |
| ------------ | ------------ | ------------------ | ------------------ |
| 1966         | Triumph      | -                  | 8è                 |
| 1967         | Triumph      | 8è                 | 2n                 |
| 1968         | Greeves      | 4t                 | 2n                 |
| 1969         | Montesa      | 9è                 | 2n                 |
| 1970         | Montesa      | 2n                 | 1r                 |
| 1971         | Montesa      | 3r                 | 1r                 |
| 1972         | Montesa      | 4t                 | 3r                 |
| 1973         | Montesa      | 10è                | ?                  |
| 1974         | Suzuki       | 18è                | ?                  |
| Total títols | Total títols | 0                  | 2                  |

Notes
1. ↑  Fins al 1967 el campionat s'anomenà "Challenge Henry Groutards" i a partir de 1968 va passar a anomenar-se Campionat d'Europa